# バッジョ・ラコトノメンジャナハリ
ジョン・バッジョ（John Baggio）ことジョン・バッジョ・ラコトノメンジャナハリ（Jhon Baggio Rakotonomenjanahary、1991年12月19日 - ）はマダガスカル・アンタナナリボ出身の同国代表サッカー選手。ポジションはミッドフィールダーおよびフォワード（右ウイング）。タイ・リーグ1・ポートFC所属。

## 来歴
JMGアカデミー系列のアカデミー・ニー・アントシカ、レユニオンのル・タンポネーズ、スイスのFCコンコルディア・バーゼル、BSCオールド・ボーイズを経て、2015年からスコータイFCでプレー。
2020-21シーズンにスコータイのタイ・リーグ2降格が決定し、2021年5月18日にポートFCに移籍。
2011年にマダガスカル代表デビューを果たしている。